# Nicho El Millionaro
Dionicio Castellanos Torres (* 19. Mai 1971 in Tijuana), besser bekannt unter seinem Ringnamen Nicho El Millionario (span. Nicho; Kurzform von „Dionicio“, „der Millionär“) und Psicosis, ist ein mexikanischer Wrestler.

## Karriere

### Anfänge und AAA
Dionicio Castellanos begann bereits früh mit dem Wrestling; im Alter von 17 Jahren trat er in die mexikanische Wrestlingliga Mexico-Indys ein. Damals wurde er von seinem Bruder Fobia und Rey Mysterio Sr. trainiert und trat unter dem Namen El Salvaje an. 
1989 ging er zu Asistencia Asesoría y Administración und führte unter dem Ringnamen Psichosis Matches gegen El Hijo del Santo, Rey Mysterio (gegen Mysterio trat er im Verlauf seiner Karriere an die 500 Mal an), La Parka, Juventud Guerrera und dessen Vater Fuerza Guerrera.

### Engagements in diversen Ligen
In der nächsten Zeit hatte er mehrere Auftritte in verschiedenen Ligen (Bsp. WWA, ECW) und kam schließlich zur World Championship Wrestling (WCW). Hier bekam er den Namen Psychosis und gewann dort zweimal den WCW Cruiserweight Championship. Anfang des Jahres 2000 wurde er entlassen und war dann von Juli bis November in der ECW aktiv. Anschließend verbrachte er Zeit in vielen verschiedenen Ligen, u. a. X Wrestling Federation, World Wrestling All-Stars, All Japan Pro Wrestling und Xtreme Pro Wrestling. Danach ging er zurück nach Mexiko, wo er unter dem Namen Nicho El Millonario in der AAA und bei Consejo Mundial de Lucha Libre tätig war. 

### WWE

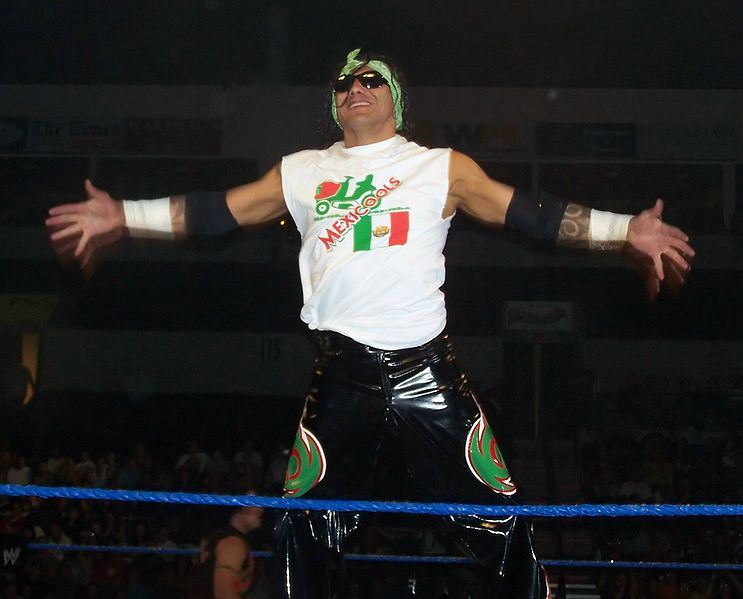
Psicosis während seiner Zeit bei WWE, 2006

2005 wechselte er als Psicosis zu World Wrestling Entertainment (WWE), wo er ab Juni gleichen Jahres zusammen mit Super Crazy und Juventud Guerrera das Stable Mexicools bildete. Ihr Erfolg hielt sich jedoch in Grenzen, sodass das Team 2006 aufgelöst wurde und Psichosis am 1. November 2006 offiziell von der WWE entlassen wurde, was möglicherweise auf einen Autodiebstahl im Oktober 2006 zurückzuführen ist.

### Mexiko
Nach seiner Entlassung wurde Castellanos zunächst wieder bei CMLL tätig, ehe er dann später erneut in der AAA Auftritte absolvierte. Dort legte er das Gimmick des Psicosis ab, Maske und Gimmick wurden an einen bisher namentlich nicht bekannten Wrestler neu vergeben. Als Nicho El Millionario trat er zusammen mit Joe Lider im Tag Team La Hermandad 187 an. 2012 trennten sich Nicho, der mittlerweile wieder als Psicosis antrat, und Joe Lider im Rahmen einer Fehde, die in einem „Lucha de Apuestas“ Match bei Triplemania XX endete, welches Castellanos gewann.

## Erfolge

### Titel
- All Pro Wrestling

- 1× APW Worldwide Internet Champion

- Asistencia Asesoría y Administración

- 1× AAA World Tag Team Champion (mit Joe Lider)
- 2× Mexican National Tag Team Champion (je 1× mit Mosco de la Merced und Joe Lider)
- 2× Mexican National Welterweight Champion

- Consejo Mundial de Lucha Libre

- 1× Mexican National Trios Champion (je 1× mit Fuerza Guerrera und Blue Panther sowie mit Halloween und Damián 666)

- World Championship Wrestling

- 2× WCW Cruiserweight Champion

- World Pro Wrestling

- 1× WPW Cruiserweight Champion

- World Wrestling All-Stars

- 2× WWA International Cruiserweight Champion

- World Wrestling Association

- 1× WWA World Junior Light Heavyweight Champion
- 2× WWA World Welterweight Champion
- 1× WWA World Trios Champion (mit Juventud Guerrera und Fuerza Guerrera)

- Xtreme Latin American Wrestling

- 1× X–LAW Xtreme Heavyweight Champion

### Auszeichnungen
- Pro Wrestling Illustrated

- #107 der 500 besten Wrestler der PWI-Jahre (2003)
- #39 der 500 besten Wrestler (1996)

### Luchas de Apuestas
| Sieger                                                                    | Verlierer                                                                     | Austragungsort           | Event          | Datum              | Quellen |
| ------------------------------------------------------------------------- | ----------------------------------------------------------------------------- | ------------------------ | -------------- | ------------------ | ------- |
| Psicosis (Maske)                                                          | Ultraman 2000 (Maske)                                                         | Tijuana, Baja California | Live-Event     | 16. März 1996      |         |
| Rey Misterio (Maske)                                                      | Psicosis (Maske)                                                              | Tijuana, Baja California | Live-Event     | 26. August 1999    | [ 3 ]   |
| Billy Kidman (Haare)                                                      | Psicosis (Maske)                                                              | Atlanta, Georgia         | Live-Event     | 27. September 1999 |         |
| Nicho el Millonario (Haare)                                               | Rey Misterio (Haare)                                                          | Tijuana, Baja California | Live-Event     | 12. Mai 2000       | [ 4 ]   |
| Nicho el Millonario (Haare)                                               | Fobia (Haare)                                                                 | Tijuana, Baja California | Live-Event     | 13. Oktober 2000   | [ 4 ]   |
| Nicho el Millonario (Haare)                                               | Scorpio, Jr. (Haare)                                                          | Tijuana, Baja California | Live-Event     | 22. Dezember 2000  | [ 4 ]   |
| El Hijo del Santo (Maske)                                                 | Nicho el Millonario (Haare)                                                   | Tijuana, Baja California | Live-Event     | 6. April 2001}     |         |
| L. A. Park (Maske)                                                        | Nicho el Millonario (Haare)                                                   | Tijuana, Baja California | Live-Event     | 8. Oktober 2004    |         |
| Rey Misterio (Haare)                                                      | Nicho el Millonario (Haare)                                                   | Tijuana, Baja California | Live-Event     | 1. Dezember 2006   |         |
| Nicho el Millonario (Haare)                                               | Joe Lider (Haare)                                                             | Tijuana, Baja California | Live-Event     | 15. August 2010    |         |
| El Zorro (Haare)                                                          | Nicho el Millonario (Haare)                                                   | Ciudad Juárez, Chihuahua | Live-Event     | 30. Oktober 2010   |         |
| Los Psycho Circus (Masken) (Monster Clown, Murder Clown und Psycho Clown) | La Familia de Tijuana (Haare) (Nicho el Millonario, Damián 666 und Halloween) | Monterrey, Nuevo León    | Live-Event     | 9. Oktober 2011    |         |
| Psicosis (Haare)                                                          | Joe Líder (Haare)                                                             | Mexico City              | Triplemanía XX | 5. August 2012     |         |
| Nicho el Millonario (Haare)                                               | Pagano (Haare)                                                                | Tijuana, Baja California | Live-Event     | 24. Juli 2015      |         |